# Nationalpark Mae Wong

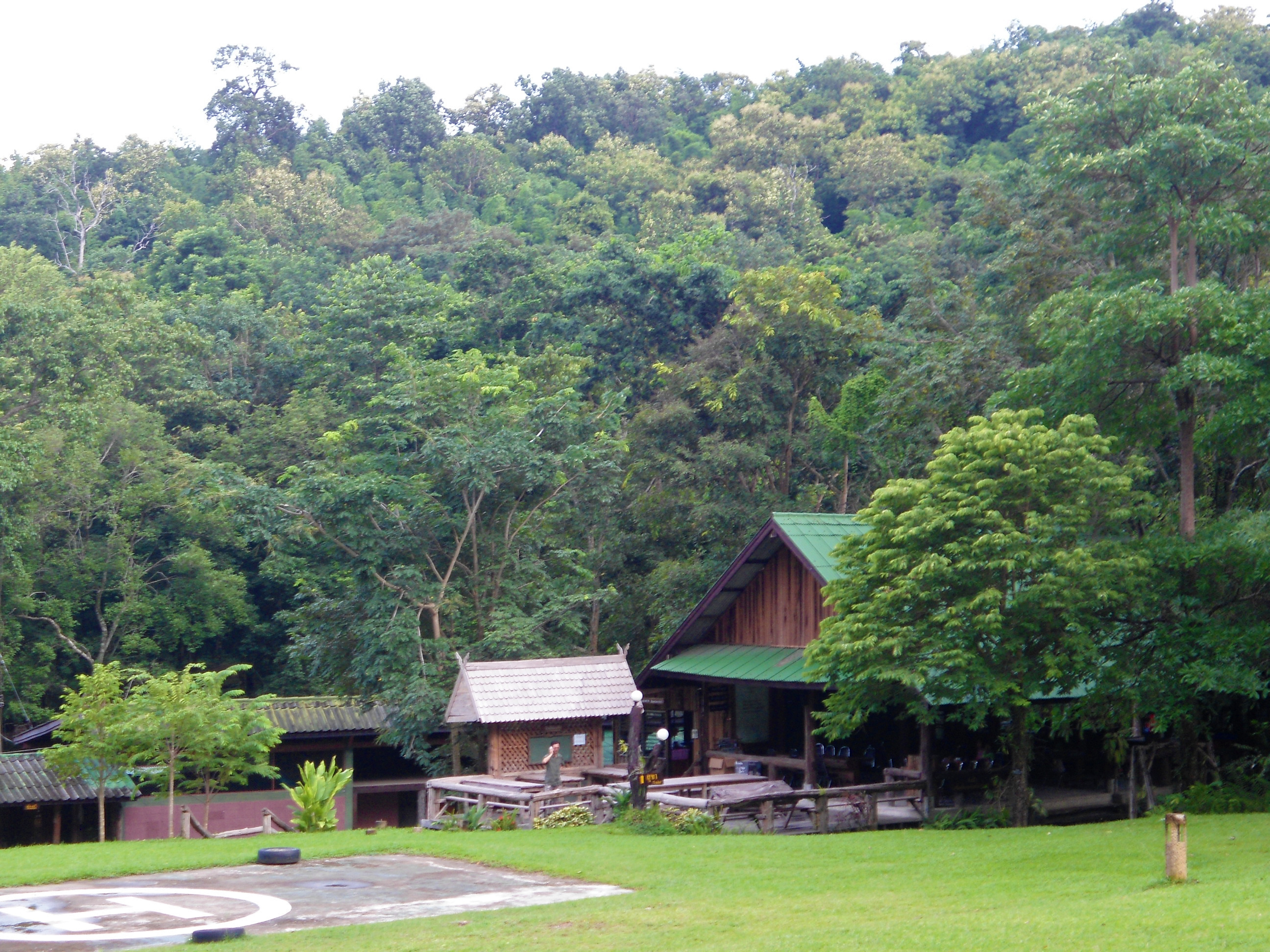
Besucherzentrum am nördlichen Rand des Nationalparks

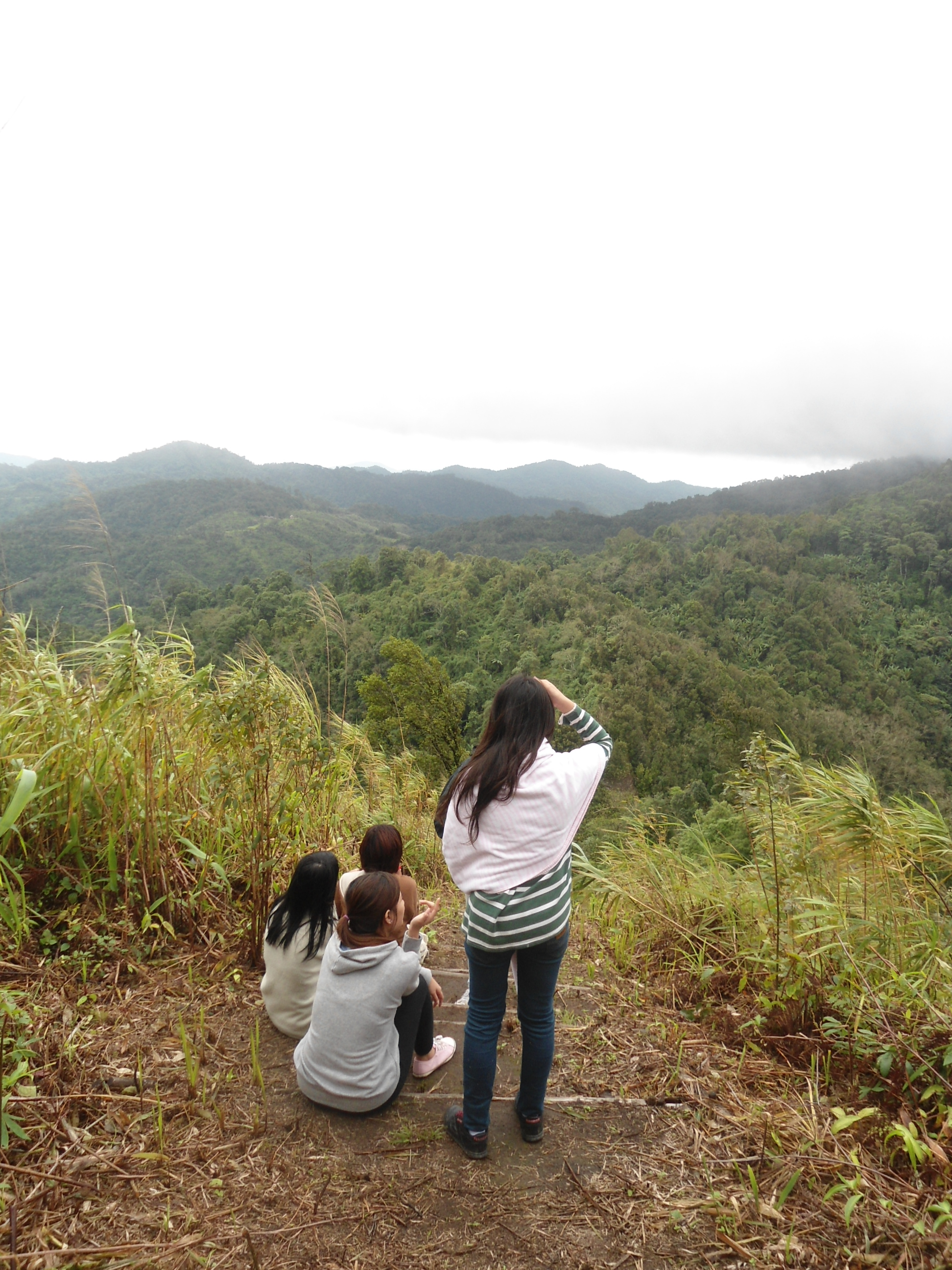
Aussichtspunkt Phu Sawan (1429 m über NN)

Der Nationalpark Mae Wong (Thai: อุทยานแห่งชาติแม่วงก์) ist ein Nationalpark in den Provinzen (Changwat) Kamphaeng Phet und Nakhon Sawan in Nord-Thailand.

## Geschichte
Ursprünglich lebten hier Angehörige der Bergvölker Thailands, unter ihnen Hmong, Yao und Karen.
Am 14. September 1987 wurde das Gebiet schließlich zum 55. Nationalpark des Landes erklärt.

## Geografie

### Lage
Das Zentrum des Nationalparks Mae Wong liegt südwestlich der Stadt Kamphaeng Phet etwa 350 Kilometer nördlich von Bangkok. Das Gebiet zieht sich etwa 60 Kilometer entlang der Landstraße 1117. Der Nationalpark umfasst ein Gebiet von rund 894 Quadratkilometer.
Mae Wong National Park, Amphoe Khlong Lan, Kamphaeng Phet  62180

### Topographie
Das Gelände wird im Westen und Norden durch die Bergkette Thanon Thongchai (Thai: ถนนธงชัย) geprägt, die rau und wild bis auf 1.964 Meter (Mokochu - Thai: ยอดเขาโมโกจู) aufragt. Von den drei Abflüssen ist der Fluss Mae Wong (Thai: ลำน้ำแม่วงก์) der wichtigste.

## Klima
Das Klima ist tropisch-monsunal, bedingt durch die Höhenlage sind die Temperaturen hier allerdings nicht ganz so hoch wie in den meisten anderen Teilen des Landes.
Die Regenzeit dauert von Juni bis Oktober, darauf folgt bis zum Februar die kühle Jahreszeit. Zwischen dem März und Mai kann es sehr heiß werden.

## Fauna und Flora
Die Berge sind von Mischwald bedeckt, auch immergrüner Regenwald findet sich an den Hängen. Die wichtigsten Arten sind Tectona grandis, Pterocarpus macrocarpus und Xylia kerrii.
In den Wäldern leben unter anderem Zibetkatzen sowie frei lebende Tiger. Auch sind hier mehr als 450 Vogelarten zu beobachten.

## Sehenswürdigkeiten
Auf dem Gebiet des Nationalparks befinden sich einige interessante Wasserfälle:
- Namtok Mae Riwa (Thai: น้ำตกแม่รีวา) – 21 km vom Hauptquartier entfernt stürzt das Wasser über fünf Stufen hinab in einen kleinen Badesee
- Namtok Mae Gi (Thai: น้ำตกแม่กี) – eine der Stufen des Wasserfalls fällt etwa 200 Meter tief, er ist einer der höchsten Wasserfälle in Südostasien

## Talsperre
Seit 2012 ist der Bau einer Talsperre (Mae-Wong-Staudamm) im Osten des Nationalparks geplant. Diese soll 258 Millionen m³ Wasser des Flusses Mae Wong aufstauen.

## Belege
1. ↑  www.thejakartapost.com (Memento des Originals vom 29. Oktober 2013 im Internet Archive)  Info: Der Archivlink wurde automatisch eingesetzt und noch nicht geprüft. Bitte prüfe Original- und Archivlink gemäß Anleitung und entferne dann diesen Hinweis. The Jakarta Past: Last tiger sanctuary in SE Asia at risk, Nirmal Ghosh, Asia News Network (The Straits Times), Singapore. Aufgerufen am 23. Januar 2014.